# ERCC1
بروتين ترميم الدنا بالاستئصال ERCC-1 هو بروتين يُشفَّر لدى البشر بواسطة الجين ERCC1 . ويُشكل مع ERCC4 مركب الإنزيم ERCC1-XPF الذي يساهم في ترميم الدنا وتأشيب الدنا.
وُصفِت العديد من نواحي هذين الجينين معا لأنهما شركاء أثناء ترميم الدنا. نوكلياز ERCC1-XPF هو وظيفة أساسية في مسار ترميم الدنا باستئصال النوكليوتيد (NER). يعمل هذا النوكلياز كذلك في مسارات ترميم شروخ سلسلة الدنا المزدوجة، وفي ترميم تضررات "الربط التشبيكي [الإنجليزية]" الذي يربط سلسلتي الدنا بشكل ضار.
الخلايا التي تملك طفرات في جين ERCC1 معطِّلة له هي أكثر حساسية من العادة لعوامل محددة تسبب الضرر للدنا، منها الأشعة فوق البنفسجية والمواد الكيميائية التي تُحدث روابط بينية بين سلاسل الدنا. يوجد لدى الفئران المعدلة جينيا التي تملك طفرات معطلة لجين ERCC1 عيوبٌ في ترميم الدنا، تصاحبه تغيرات فيسيولوجية يسببها إجهاد أيضي وينتج عن هذه التغيرات شيخوخة مبكرة. الحذف الكامل لجين ERCC1 لا يسمح بقابلية الحياة لدى الفئران، ولا يوجد أي فرد بشري (متماثل الزيجوتية) يملك حذفا كاملا لجين ERCC1. يملك أفراد بشريون نادرون فقط طفرات وراثية تضعف عمل ERCC1. حين يكون هذان الجينان الطبيعيان غائبان، فإن هذه الطفرات يمكن أن تؤدي إلى متلازمات بشرية منها: متلازمة كوكاين وCOFS.
ERCC1 وERCC4 هما إسما الجينين في جينومات الثدييات، بما في ذلك الجينوم البشري (الإنسان). توجد جينات مماثلة ذات وظائف مماثلة في جميع الكائنات حقيقية النوى.